# Guido Vincenzi
Guido Vincenzi (ur. 14 lipca 1932 w Quistello; zm. 14 sierpnia 1997 w Mediolanie) – włoski piłkarz występujący na pozycji obrońcy oraz trener.
Gdy miał 21 lat zaczął grać w występującej wówczas w Serie C Reggianie. Potem przeniósł się do Interu Mediolan, a ostatnim klubem w jego karierze była UC Sampdoria. Razem z reprezentacją Włoch brał między innymi udział w mistrzostwach świata 1954.
Po zakończeniu kariery piłkarskiej Vincenzi został trenerem. Najpierw przez rok trenował Sampdorię, a następnie przez taki sam okres prowadził Genoę.